# Euasteron bartoni
Euasteron bartoni är en spindelart som beskrevs av Baehr 2003. Euasteron bartoni ingår i släktet Euasteron och familjen Zodariidae.
Artens utbredningsområde är Victoria, Australien. Inga underarter finns listade i Catalogue of Life.